# Robelis Despaigne
Robelis Despaigne Sanquet (Santiago de Cuba, 9 de agosto de 1988) es un taekwondista y peleador de artes marciales mixtas cubano que competía en la división peso pesado de Ultimate Fighting Championship (UFC).
Participó en los Juegos Olímpicos de Londres 2012, obteniendo una medalla de bronce en la categoría de +80 kg. En los Juegos Panamericanos de 2011 consiguió una medalla de oro y después fue derrotado por Diego Orozco.
Ganó dos medallas de bronce en el Campeonato Mundial de Taekwondo, en los años 2013 y 2015.

## Primeros años
Robelis Despaigne pasó sus años de formación en Cuba, donde se sumergió en la disciplina del taekwondo a la edad de nueve años. Siete años después de su entrenamiento, Despaigne logró una hazaña notable al ganarse un codiciado lugar en el equipo nacional de taekwondo, una posición que ocupó con distinción durante 15 años impresionantes. El pináculo de su carrera en taekwondo llegó en 2012 cuando representó con orgullo a Cuba en los Juegos Olímpicos celebrados en Londres, logrando una medalla de bronce en la categoría de peso pesado. 
Sin embargo, incluso durante la cima de su éxito en taekwondo, Despaigne se encontró lidiando con un descontento creciente. En 2012, en medio de rumores de insatisfacción con el estado de los deportes en Cuba, decidió hacer un cambio significativo. "Estaba perdiendo el amor por el deporte en 2012. Estaban pasando muchas cosas en Cuba donde no estaba muy contento con el deporte", explicó Despaigne. Animado por su entrenador a explorar las artes marciales mixtas (MMA), al principio dudó debido A las preocupaciones sobre la reputación de este deporte por los nocauts. Finalmente, después de ver peleas y darse cuenta de su potencial, Despaigne tomó la audaz decisión de aventurarse en el mundo de las MMA .
Con un título universitario en preparación física, Despaigne podría haber optado por una carrera convencional, pero su pasión por los deportes de combate lo llevó en una dirección diferente. En 2019, comenzó un entrenamiento específico de MMA en Cuba, incorporando el grappling a su rutina. Ante los retrasos relacionados con la pandemia, Despaigne tomó la decisión fundamental de mudarse a Orlando, Florida, en 2022, donde continúa residiendo y entrenando.

## Carrera de taekwondo
Despaigne ganó la medalla de bronce en los Juegos Olímpicos de Verano de 2012 en la prueba de +80 kg .  Venció a Chika Yagazie Chukwumerije en la primera ronda, antes de perder ante Anthony Obame en muerte súbita en los cuartos de final. Debido a que Obame llegó a la final, Despaigne entró en la repesca. Allí venció a Kaino Thomsen-Fuataga , con la pelea detenida por la diferencia de puntos. Venció a Daba Modibo Keita en su partido por la medalla de bronce por walkover ya que Keita no pudo competir debido a una lesión.

## Palmarés internacional
| Juegos Olímpicos     | Juegos Olímpicos      | Juegos Olímpicos  | Juegos Olímpicos |
| Año                  | Lugar                 | Medalla           | Categoría        |
| -------------------- | --------------------- | ----------------- | ---------------- |
| 2012                 | Londres (Reino Unido) | Medalla de bronce | +80 kg           |
| Campeonato Mundial   |                       |                   |                  |
| Año                  | Lugar                 | Medalla           | Categoría        |
| 2013                 | Puebla (México)       | Medalla de bronce | +87 kg           |
| 2015                 | Cheliábinsk (Rusia)   | Medalla de bronce | +87 kg           |
| Juegos Panamericanos |                       |                   |                  |
| Año                  | Lugar                 | Medalla           | Categoría        |
| 2011                 | Guadalajara (México)  | Medalla de oro    | +80 kg           |

## Carrera de artes marciales mixtas

### Carrera temprana
Despaigne hizo su debut en MMA contra Katuma Mulumba el 3 de junio de 2022 en Titan FC 77. Ganó la pelea al final del primer asalto por nocaut técnico.  Luego registró tres peleas en 2023, ganando todas por nocaut en menos de 15 segundos. 

### Ultimate Fighting Championship
Despaigne fue firmado por Ultimate Fighting Championship en diciembre de 2023 
Despaigne enfrentó a Josh Parisian el 9 de marzo de 2024, en UFC 299. Ganó la pelea por TKO en el primer asalto. Esta victoria lo hizo merecedor de su primer premio de Actuación de la Noche.
Despaigne enfrentó a Waldo Cortés-Acosta el 11 de mayo de 2024, en UFC on ESPN 56. Despaigne perdió la pelea por decisión unánime.
Despaigne se enfrentó a Austen Lane el 19 de octubre de 2024 en UFC Fight Night 245. Perdió la pelea nuevamente por decisión unánime.

### Global Fight League
El 11 de diciembre de 2024, se anunció que Despaigne había firmado con Global Fight League (GFL). Despaigne está programado para enfrentar a Todd Duffee en el evento inaugural de GFL, GFL 1, el 24 de mayo de 2025.

## Campeonatos y logros
- Ultimate Fighting Championship
  - Actuación de la Noche (una vez) vs. Josh Parisian[14]
  - Segundo final/nocaut más rápido de un peso pesado debutante en la historia de UFC (18 segundos) (detrás de los 7 segundos de Todd Duffee) [15]
  - El alcance más largo en la historia de UFC (87" de envergadura) [16]

## Récord de artes marciales mixtas
| Récord profesional | Récord profesional | Récord profesional |
| 7 peleas           | 5 victorias        | 2 derrotas         |
| ------------------ | ------------------ | ------------------ |
| Nocaut             | 5                  | 0                  |
| Decisión           | 0                  | 2                  |

| Resultado | Récord | Oponente            | Método             | Evento                                 | Fecha                    | Ronda | Tiempo | Localización      | Notas                  |
| --------- | ------ | ------------------- | ------------------ | -------------------------------------- | ------------------------ | ----- | ------ | ----------------- | ---------------------- |
| Derrota   | 5–2    | Austen Lane         | Decisión (unánime) | UFC Fight Night: Hernandez vs. Pereira | 19 de octubbre de 2024   | 3     | 5:00   | Las Vegas, Nevada |                        |
| Derrota   | 5–1    | Waldo Cortés-Acosta | Decisión (unánime) | UFC on ESPN: Lewis vs. Nascimento      | 11 de mayo de 2024       | 3     | 5:00   | St Louis, Misuri  |                        |
| Victoria  | 5–0    | Josh Parisian       | TKO (golpes)       | UFC 299                                | 9 de marzo de 2024       | 1     | 0:18   | Miami, Florida    | Actuación de la Noche. |
| Victoria  | 4–0    | Miles Banks         | KO (puñetazo)      | Fury FC 84                             | 3 de diciembre de 2023   | 1     | 0:04   | Houston, Texas    |                        |
| Victoria  | 3–0    | Stevie Payne        | TKO (golpes)       | Fury Challenger Series 7               | 24 de septiembre de 2023 | 1     | 0:03   | Houston, Texas    |                        |
| Victoria  | 2–0    | Travis Gregoire     | TKO (golpes)       | Fury FC 80                             | 25 de junio de 2023      | 1     | 0:12   | Houston, Texas    |                        |
| Victoria  | 1–0    | Katuma Mulumba      | TKO (golpes)       | Titan FC 77                            | 3 de junio de 2022       | 1     | 4:54   | Miramar, Florida  | Debut en peso pesado.  |